# Campeonato Mundial de Curling Mixto Doble de 2025
El XVIII Campeonato Mundial de Curling Mixto Doble se celebró en Fredericton (Canadá) entre el 26 de abril y el 3 de mayo de 2025 bajo la organización de la Federación Mundial de Curling (WCF) y la Federación Canadiense de Curling.
Las competiciones se realizaron en el Willie O’Ree Place de la ciudad canadiense.

## Tabla de posiciones
| Pos | Grupo A       | G | P | G–P |
| --- | ------------- | - | - | --- |
| 1   | Italia        | 9 | 0 | –   |
| 2   | Escocia       | 7 | 2 | 1–0 |
| 3   | Canadá        | 7 | 2 | 0–1 |
| 4   | Suecia        | 6 | 3 | –   |
| 5   | Finlandia     | 5 | 4 | –   |
| 6   | Corea del Sur | 4 | 5 | –   |
| 7   | Alemania      | 2 | 7 | 2–0 |
| 8   | Dinamarca     | 2 | 7 | 1–1 |
| 9   | China         | 2 | 7 | 0–2 |
| 10  | Países Bajos  | 1 | 8 | –   |

| Pos | Grupo B         | G | P | G–P |
| --- | --------------- | - | - | --- |
| 1   | Australia       | 8 | 1 | –   |
| 2   | Estonia         | 6 | 3 | 2–0 |
| 3   | Estados Unidos  | 6 | 3 | 1–1 |
| 4   | Noruega         | 6 | 3 | 0–2 |
| 5   | Nueva Zelanda   | 5 | 4 | 2–0 |
| 6   | Suiza           | 5 | 4 | 1–1 |
| 7   | Japón           | 5 | 4 | 0–2 |
| 8   | República Checa | 3 | 6 | –   |
| 9   | Turquía         | 1 | 8 | –   |
| 10  | España          | 0 | 9 | –   |

## Cuadro final
|  | Clasif. a semifinales | Clasif. a semifinales |         |   | Semifinales | Semifinales  |              |        | Final     | Final |  |
|  |                       |                       |         |   |             |              |              |        |           |       |  |
|  |                       |                       |         |   |             |              |              |        |           |       |  |
|  |                       |                       |         |   |             |              |              |        |           |       |  |
|  |                       |                       |         |   |             |              |              |        |           |       |  |
|  |                       |                       |         |   |             |              |              |        |           |       |  |
|  |                       | Italia                | 7       |   |             |              |              |        |           |       |  |
|  |                       |                       | 7       |   |             |              |              |        |           |       |  |
|  |                       |                       | Estonia | 6 |             |              |              |        |           |       |  |
|  | Canadá                | 5                     | Estonia | 6 |             |              |              |        |           |       |  |
|  | Canadá                | 5                     |         |   |             |              |              |        |           |       |  |
|  | Estonia               | 7                     |         |   |             |              |              |        |           |       |  |
|  | Estonia               | 7                     |         |   |             |              |              | Italia | 9         |       |  |
|  |                       |                       |         |   |             |              |              | Italia | 9         |       |  |
|  |                       |                       | Escocia | 4 |             |              |              |        |           |       |  |
|  |                       |                       | Escocia | 4 |             |              |              |        |           |       |  |
|  |                       |                       |         |   |             |              |              |        |           |       |  |
|  |                       |                       |         |   |             |              |              |        |           |       |  |
|  |                       | Australia             | 6       |   |             | Tercer lugar | Tercer lugar |        |           |       |  |
|  |                       |                       | 6       |   |             | Tercer lugar | Tercer lugar |        |           |       |  |
|  |                       |                       | Escocia | 9 |             |              |              |        |           |       |  |
|  | Escocia               | 7                     | Escocia | 9 |             |              | Estonia      | 2      |           |       |  |
|  | Escocia               | 7                     |         |   |             |              | Estonia      | 2      |           |       |  |
|  | Estados Unidos        | 5                     |         |   |             |              |              |        | Australia | 9     |  |
|  | Estados Unidos        | 5                     |         |   |             |              |              |        | Australia | 9     |  |
|  |                       |                       |         |   |             |              |              |        |           |       |  |

## Medallistas
| Evento      | Oro                                          | Plata                              | Bronce                           |
| ----------- | -------------------------------------------- | ---------------------------------- | -------------------------------- |
| Mixto doble | Italia · Stefania Constantini · Amos Mosaner | Escocia Jennifer Dodds Bruce Mouat | Australia Tahli Gill Dean Hewitt |